# Eugenio de Ochoa

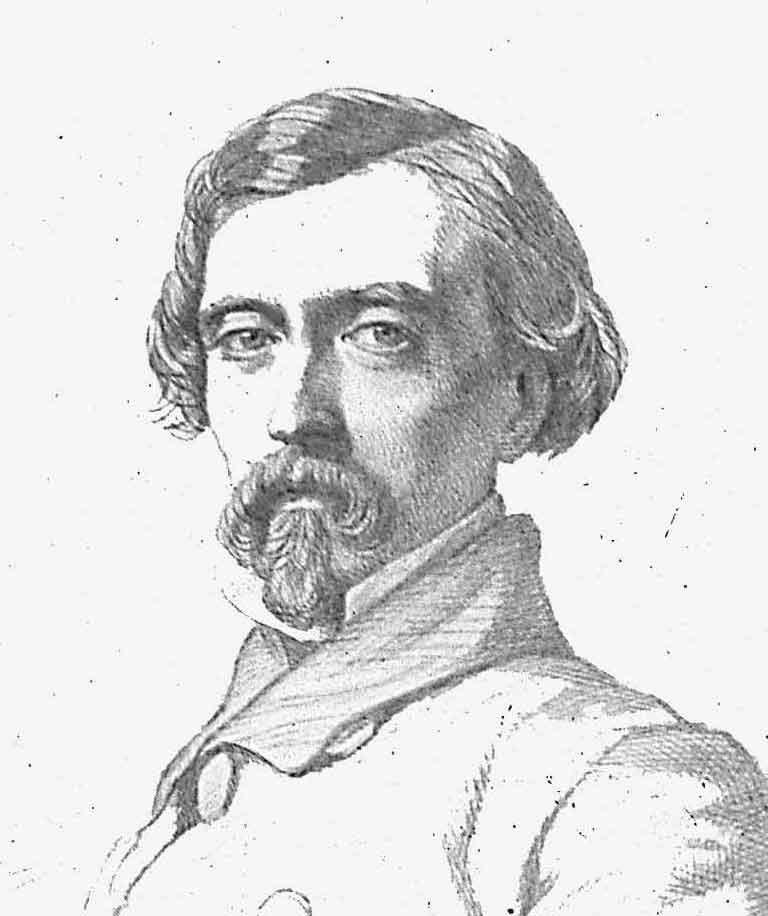
Eugenio de Ochoa.

Eugenio de Ochoa  y Montel, född den 19 april 1815 i Lezo, Guipúzcoa, död den 29 februari 1872 i Madrid, var en spansk författare. 
Ochoa blev 1844 bibliotekarie vid Nationalbiblioteket i Madrid, senare generaldirektör för undervisningsväsendet och statsråd samt ledamot av Spanska akademien och av Historieakademien. Tillsammans med Federico de Madrazo uppsatte Ochoa tidskriften "El artista" 1835, men nödgades av politiska skäl fly till Paris 1837. Där utövade Ochoa livlig författarverksamhet med Catàlogo razonado de los manuscritos españoles en aquellas bibliotecas publicas, Coleccion de los mejores autores españoles (50 band, mycket spridd), Apuntes para una biblioteca de autores españoles contemporáneos. Övriga arbeten av Ochoa är Tesoro del teatro español, Tesoro de los romanceros y cancioneros españoles, Tesoro de novelistas españoles antiguos y modernos samt Tesoro de prosadores españoles, alla värdefulla litteraturhistoriska verk, samt romanen El auto de fe och lyriksamlingen Ecos del alma. Ochoas sista arbeten var Paris, Londres y Madrid, Miscelánea de literatura och Viajes y novelas. Dessutom översatte Ochoa Vergilius samt flera franska och engelska arbeten.